# Mariette Glodeck
Mariette Barbro Camilla Glodeck, född 8 juli 1967 i Sollentuna, är en svensk författare bosatt i Stockholm.
Mariette Glodeck debuterade med Röda vita rosen 2005 och följde upp med En station från Paradiset 2009 och Den sista dagen i december 2012. Den sista dagen i december är en fristående fortsättning på Röda vita rosen.
Mariette Glodeck arbetar som copywriter, och hon har också skrivit texten till tillåten på Kajsa Grytt skiva Är vi på väg hem?.
Hon är gift med Odd Glodeck (född 1971) som är reklamman och son till regissören Lars-Magnus Lindgren.